# The Heist
The Heist é o segundo álbum de estúdio do rapper e compositor norte-americano Macklemore e do produtor Ryan Lewis. Produzido de forma independente, gravado e lançado pela dupla, o álbum alcançou o primeiro lugar no iTunes poucas horas depois de lançado em 9 de outubro de 2012, sem nenhuma promoção ou apoio.
O álbum foi gravado na cidade de Seattle, entre os anos de 2009 e 2012 e foi lançado pela Macklemore LLC. Vário singles  foram lançados desde 2010 antes do lançamento do álbum, sendo o quinto single do álbum, chamado "Thrift Shop", o de maior sucesso – atingindo o topo das paradas musicais, incluindo o primeiro lugar na Billboard Hot 100 e permaneceu no "top 40" no exterior, chegando ao primeiro lugar na Nova Zelândia e Austrália. O terceiro single, chamado "Can't Hold Us", também foi um sucesso comercial – atingindo o número 1 nos Estados Unidos, Austrália e Suécia.
The Heist vendeu mais de 78 000 de cópias legalizadas, e estreou em segundo lugar na Billboard 200 dos Estados Unidos, mas estreou em primeiro lugar na Billboard Top R&B/Hip-Hop Albums, enquanto entrava na Canadian Albums Chart na quarta posição. Em setembro de 2013, o álbum já havia vendido 1 042 000 cópias nos Estados Unidos e recebido críticas positivas.

## Antecedentes
Em julho de 2012, Macklemore e Ryan Lewis anunciaram que o álbum de estreia, The Heist, seria lançado no dia 9 de outubro do mesmo ano, assim como uma turnê mundial subsequente para promover o lançamento. Em 18 de julho de 2012, a dupla lançou, com a participação da cantora Mary Lambert, o single "Same Love", como apoio ao Referendum 74 do estado de Washington, a respeito do casamento entre pessoas do mesmo sexo.

## Alinhamento de faixas
| N.º            | Título                                   | Compositor(es)                                   | Duração |  |
| 1.             | "Ten Thousand Hours"                     | Ben Haggerty, Ryan Lewis, Chris Mansfield        | 4:09    |  |
| 2.             | "Can't Hold Us" (com Ray Dalton)         | Haggerty, Lewis                                  | 4:18    |  |
| 3.             | "Thrift Shop" (com Wanz)                 | Haggerty, Lewis                                  | 3:55    |  |
| 4.             | "Thin Line" (com Buffalo Madonna)        | Haggerty, Lewis, Nate Quiroga                    | 4:16    |  |
| 5.             | "Same Love" (com Mary Lambert)           | Haggerty, Lewis, Mary Lambert                    | 5:20    |  |
| 6.             | "Make the Money"                         | Haggerty, Lewis                                  | 3:44    |  |
| 7.             | "Neon Cathedral"                         | Haggerty, Lewis, Allen Stone                     | 4:34    |  |
| 8.             | "BomBom" (com The Teaching)              | Lewis                                            | 4:55    |  |
| 9.             | "White Walls" (com Schoolboy Q e Hollis) | Haggerty, Lewis, Quincy Hanley, Hollis Wong-Wear | 3:40    |  |
| 10.            | "Jimmy Iovine"                           | Haggerty, Lewis, Herbert Stevens IV              | 3:53    |  |
| 11.            | "Wing$"                                  | Haggerty, Lewis, Wear                            | 4:59    |  |
| 12.            | "A Wake" (com Evan Roman)                | Haggerty, Lewis, Evan Roman                      | 3:46    |  |
| 13.            | "Gold"                                   | Haggerty, Lewis, Devon Taylor                    | 4:11    |  |
| 14.            | "Starting Over" (com Ben Bridwell)       | Haggerty, Lewis, Benjamin Bridwell               | 4:11    |  |
| 15.            | "Cowboy Boots"                           | Haggerty, Lewis                                  | 4:16    |  |
| Duração total: | Duração total:                           | Duração total:                                   | 64:09   |  |

| Faixas bônus da edição especial |                |                 |         |  |
| N.º                             | Título         | Compositor(es)  | Duração |  |
| 16.                             | "Castle"       | Haggerty, Lewis | 4:18    |  |
| 17.                             | "My Oh My"     | Haggerty, Lewis | 4:17    |  |
| 18.                             | "Victory Lap"  | Haggerty, Lewis | 3:34    |  |
| Duração total:                  | Duração total: | Duração total:  | 76:08   |  |